# Route nationale 5 (Maroc)
Pour les articles homonymes, voir Route nationale 5.
La route nationale 5 ou N5 relie Laâyoune à Guelta Zemmour. Elle fait 259 km de long.

## Détaillé de la route
- Lâayoune
- Intersection avec la N1
- Intersection marquant le début de la N14 : Es-Smara
- Guelta Zemmour